# Anderson Oliveira

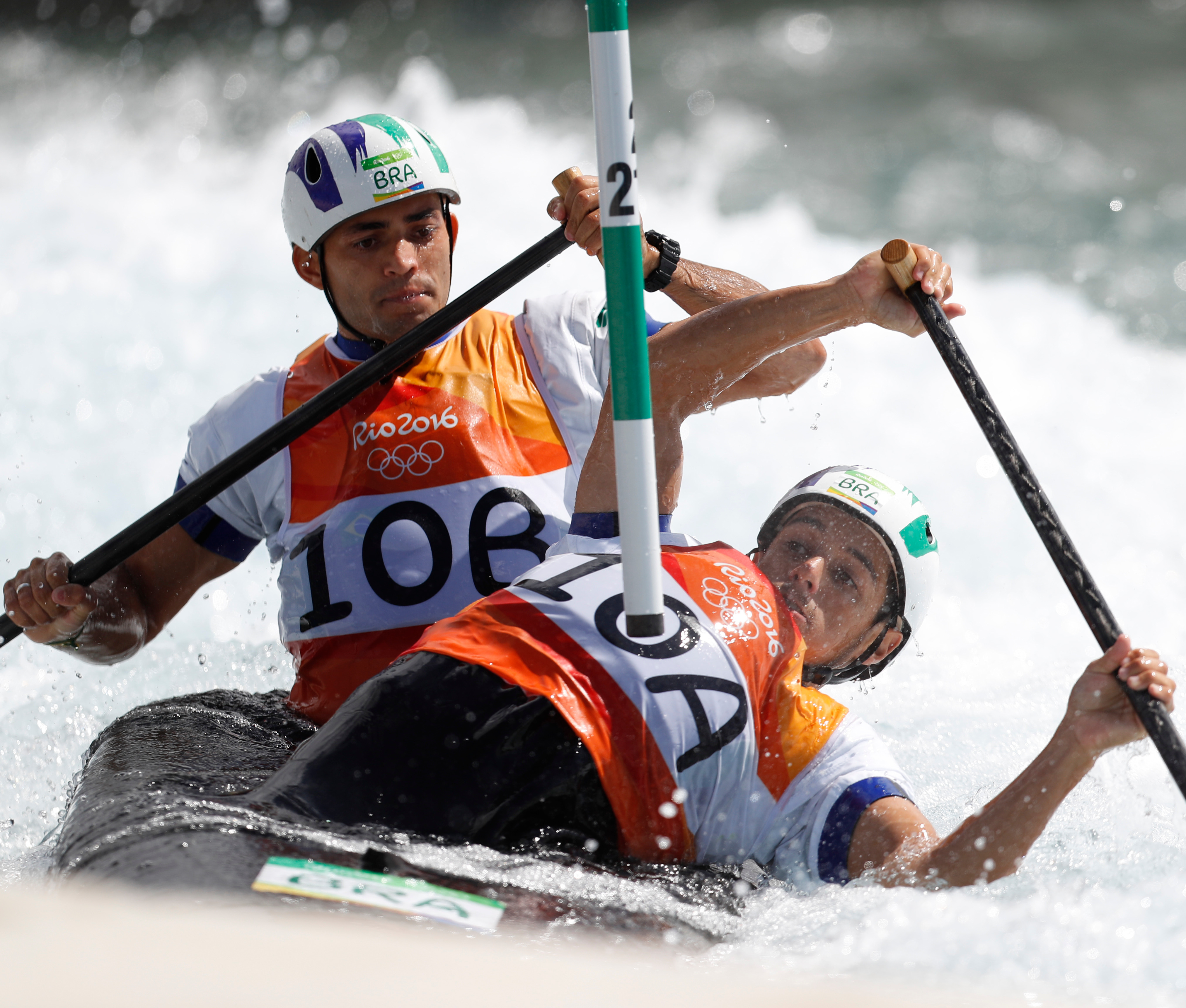
Anderson Oliveira en 2016

Anderson dos Santos Oliveira (10 de enero de 1992) es un deportista brasileño que compitió en piragüismo en la modalidad de eslalon. Ganó una medalla de plata en el Juegos Panamericanos de 2015 en la prueba de C2 individual.

## Palmarés internacional
| Juegos Panamericanos | Juegos Panamericanos | Juegos Panamericanos | Juegos Panamericanos |
| Año                  | Lugar                | Medalla              | Competición          |
| -------------------- | -------------------- | -------------------- | -------------------- |
| 2015                 | Toronto (Canadá)     | Medalla de plata     | C2 individual        |